# Hernando del Pulgar
Hernando del Pulgar (Pulgar, 1436 - ca. 1492), was een Spaans prozaschrijver.
De Pulgar werd geboren in Pulgar, nabij Toledo, en werd opgeleid aan het hof van Johan II van Castilië. Hendrik IV van Castilië nam hem in dienst als een van zijn secretarissen, en onder Isabella I van Castilië werd hij raadslid van de staat. Zij belastte hem met een missie naar Frankrijk en benoemde hem in 1482 tot koninklijk geschiedschrijver. Hij zou zijn overleden in 1492.
Zijn Crónica de los Reyes Católicos, in de eerste editie (1565) ten onrechte toegeschreven aan Antonio de Lebrija, is vaak onnauwkeurig en altijd onderdanig. Deze kroniek is echter niet zonder waarde omdat zij een licht werpt op de persoonlijke ervaringen van de auteur. Pulgars Claros Varones de Castilla (1486), een verslag over beroemdheden aan het hof van Hendrik IV, is zowel wat de stof als de stijl betreft interessant. Del Pulgar compileerde ook een commentaar (1485?) op de Coplas de Mingo Revulgo. Zijn brieven, geschreven aan diverse eminente personen, werden voor het eerst gepubliceerd in 1485-1486.
- Bibsys: 13070270
- Biblioteca Nacional de España: XX1150974
- Bibliothèque nationale de France: cb12529957b (data)
- Catàleg d'autoritats de noms i títols de Catalunya: 981058517201606706
- CiNii: DA07417382
- Gemeinsame Normdatei: 102471843
- International Standard Name Identifier: 0000 0001 2139 5652
- Library of Congress Control Number: n83215498
- Nationale Bibliotheek van Tsjechië: ola2011645827
- Nationale Bibliotheek van Israël: 987007276709705171
- Nederlandse Thesaurus van Auteursnamen: 071949402
- Réseau des bibliothèques de Suisse occidentale: 02-A000133949
- Istituto Centrale per il Catalogo Unico: SBLV270515
- LIBRIS: 391735
- SNAC: w6ns2jqf
- Système universitaire de documentation: 034555803
- Virtual International Authority File: 73962823
- WorldCat: E39PBJfcKh9BvJTBXbBc9KyTpP